# Polidoor Goossens
Polidoor Goossens (Gent, 7 november 1875 - 2 februari 1953) was een Vlaams activist en lid van de Raad van Vlaanderen.

## Levensloop
Hij was een zoon van de groothandelaar en aanhanger van de Groot-Nederlandse gedachte Eduard Goossens. Eduard zetelde in de Gentse gemeenteraad voor de Vrije Burgersbond. 
Polidoor was eveneens lid van deze organisatie en stond in 1911 en 1912 op de kandidatenlijst voor de eraan verwante partij De Vlaamsche Blok.
Tijdens de Eerste Wereldoorlog trad hij toe tot het radicale Jong-Vlaanderen en werd redacteur van de Nieuwe Gazet van Gent of Nieuwe Gentse Courant, de spreekbuis van Jong-Vlaanderen. Hij was een pleitbezorger voor de bestuurlijke scheiding binnen België en bereidde de vergadering voor die tot de oprichting leidde van de Raad van Vlaanderen. Hij werd zelf lid van deze raad, meer bepaald van de Commissie 'Bankwezen, geldwezen en handel'.
Begin 1918 werd hij voorzitter van de Vlaamsche Handels- en Nijverheidsbond, opgericht als concurrent van de als Franstalig beschouwde Handels- en Nijverheidskring. Enkele weken later trad hij toe tot het bestuur van de Vlaamsch-Nationale Partij.
In november 1918 vluchtte Polidoor Goossens naar Nederland, terwijl hij in België bij verstek ter dood werd veroordeeld. Na de Uitdovingswet van 1929 keerde hij naar Gent terug. Hij werd een sympathisant van de Groot-Nederlandse groep rond het tijdschrift Nieuwe Voorpost, waarvan hij redacteur werd.
Bij het begin van de Tweede Wereldoorlog werd hij medestander van verschillende collaborerende organisaties, zoals het Comité voor Dietsche Actie, de Nationaal-Socialistische Vlaamsche Arbeiderspartij en de Nationaal-socialistische beweging voor Vlaanderen. Vanaf 1943 werkte hij voor de Dienst Pers en Documentatie van de DeVlag.
Na de oorlog werd hij veroordeeld tot zes jaar hechtenis, en verdween nadien in de anonimiteit.